# Hyokkori Hyōtanjima
Hyokkori Hyōtanjima (ひょっこりひょうたん島) est un jeu vidéo de réflexion sorti en 1992 sur Game Gear et Mega Drive. Le jeu a été développé et édité par Sega. Il est sorti uniquement au Japon.
Il s'agit d'une adaptation du programme télévisé japonais du même nom (ja).